# Placidol, Dobrici
Placidol (în bulgară Плачидол, în română Aliciul Mare) este un sat în comuna Dobricika, regiunea Dobrici, Dobrogea de Sud, Bulgaria. 
Între anii 1913-1940 a făcut parte din plasa Casim a județului Caliacra, România.

## Demografie
Componența etnică a satului Placidol
     Turci (3,26%)
     Bulgari (56,52%)
     Romi (26,08%)
     Nicio identificare (14,13%)
La recensământul din 2011, populația satului Placidol era de 552 locuitori. Din punct de vedere etnic, majoritatea locuitorilor (56,52%) erau bulgari, existând și minorități de romi (26,08%) și turci (3,26%). Pentru 14,13% din locuitori nu este cunoscută apartenența etnică.